# Avicii
Tim Bergling (Stockholm, 8. rujna 1989. – Muscat, 20. travnja 2018.), poznatiji pod umjetničkim imenom Avicii, bio je švedski DJ i glazbeni producent.
Prema izboru časopisa DJ Mag našao se na trećem mjestu popisa 100 najboljih svjetskih DJ-eva 2012. i 2013. godine. Dvaput je bio predložen za Nagradu Grammy. U dva navrata bio je nominiran za prestižnu nagradu Grammy za pjesme Sunshine  koju izvodi u duetom s Davidom Guettom i pjesmu Levels. Tijekom kratkotrajne i veoma uspješne karijere objavio je dva studijska albuma, True i Stories. Veliku popularnost na globalnoj razini ostvario je s pjesmama "I Could Be the One" u suradnji s Nikijem Romerom, "Wake Me Up", "You Make Me", "X You", "Hey Brother", "Addicted to You", "The Days", "The Nights", "Levels", "Waiting for Love", "Without You" i "Lonely Together". Tijekom života nastupio je 2013. i 2015. godine na Ultra Music Festivalu u Splitu.
Godine 2016. dijagnosticiran mu je akutni pankreatitis, djelomično zbog velike količine alkohola koju je konzumirao zbog čega se privremeno povlači s glazbene scene. U travnju 2018. godine preminuo je u 28. godini života.
Dana 10. travnja 2019. objavljena je pjesma 'SOS' Avicii-a u duetu s Aloe Blacc.

## Životopis
U siječnju 2012. Bergling je hospitaliziran 11 dana u New Yorku s akutnim pankreatitisom uzrokovanim prekomjernom uporabom alkohola. U 2014. Bergling je operiran i uklonjen je njegov dodatak i žučnjak. Godine 2016. Berglingovo zdravlje se pogoršalo i odustao je od daljnih nastupa. Bergling je javno govorio o njegovim zdravstvenim problemima i pritiscima njegovog menadžmenta u dokumentarnom filmu Avicii: True Stories iz 2017. godine, u kojem je prikazan kako radi iz bolničkog kreveta.
Bergling je umro 20. travnja 2018. u blizini Muscata, Oman, u dobi od 28 godina. Dana 21. travnja, omska policija je izjavila da u Berglingovoj smrti nije bilo "nikakvih sumnji na zločin" ili dokaza o prekršajima. Dana 26. travnja njegova je obitelj objavila otvoreno pismo u kojemu se navodi da se Bergling "stvarno borio s mislima o smislu, životu, sreći, nije više mogao ići, želio je naći mir". 1. svibnja, TMZ je izvijestio da je uzrok smrti bio samoubojstvo zbog samoubojnih ozljeda sa slomljenom bocom vina.
22. svibnja Berglingova obitelj objavila je planove za privatni sprovod. Dana 27. svibnja, na najvećem tjednu BBC-a, Rita Ora obećala je Avicii. Slično tome, nekoliko umjetnika, uključujući Calvin Harrisa i Dua Lipu, također su odali počast Aviciiju na Twitteru. Bergling je pokopan 8. lipnja na groblju Skogskyrkogården u Stockholmu. 

## Karijera
Godine 2011. Bergling je objavio "Levels", koji ga je pokrenuo u mainstream. Pjesmu je producirao Bergling i sadrži vokalni uzorak iz 1962. evanđeoskog nadahnutog "Something's got hold on me" Etta James. Isti vokalni uzorak koristio je Pretty Lights u svojoj pjesmi iz 2006. "Finally Moving". Ovaj uzorak također su koristili bubnjar i bas prodavač Logistics na "Call Me Back" i Flo Rida u svom jedinom "Good Feeling", koji je producirao DJ Prak i Circus. "Levels" dosegle su deset najboljih u Austriji, Belgiji, Bosni, Hrvatskoj, Danskoj, Finskoj, Njemačkoj, Grčkoj, Irskoj, Nizozemskoj, Sloveniji i Ujedinjenom Kraljevstvu, a na ljestvicama u Mađarskoj, Norveškoj i Švedskoj
Godine 2012. njegova je suradnja pratila "Sunshine" s Davidom Guettom nominirana za nagradu Grammy pod kategorijom za najbolju plesnu snimku. [9] Njegova pjesma "Fade into the Darkness" uzela je Leona Lewis na singlu "Collide". Uzorkovanje nije bilo akreditirano i dovelo do kontroverzi, jer je Bergling pokušao blokirati puštanje na slobodu. Ovo pitanje riješeno je izvan suda s predstavnicima koji tvrde da će Leona Lewis i Avicii zajedno raditi na predstojećem singlu Collidea.
23. ožujka 2012. Berglingov nepotpisani singl "Last Dance" pregledan je na Pete Tongovoj emisiji na BBC Radio 1. Pjesma je kasnije objavljena 27. kolovoza 2012. Na Ultra Music Festivalu u Miamiju, premijerno je predstavio dvije pjesme "Girl Gone Wild "(Aviciijev UMF Remix) s Madonnom i "Superlove" s Lennyjem Kravitzom. Avicij UMF Remix "Girl Gone Wild" objavljen je 20. travnja 2012., a "Superlove" s Kravitzom objavljen je 29. svibnja 2012. Nakon što je dosegao dva milijuna sljedbenika na Facebooku, Bergling je objavio novu pjesmu pod nazivom "Two Million". To je bio izbačen kao besplatan download na svojoj službenoj Soundcloud stranici. Dana 27. travnja 2012., Bergling je objavio "Silhouettes". Pjesma je imala glas vokala iz Salem Al Fakir i vrhunac na broju 5 na britanskim plesnim kartama i broj 4 na Billboard Hot Dance Club Songs.

## Diskografija

### Studijski albumi
- True (2013.)
- True (Avicii by Avicii)  (2013.)
- Stories (2015.)
- Avīci (01)  (2017.)
- Tim (2019.)

### Turneje
- True Tour (2014.)
- Stories World Tour (2015.)